# Смітниковий насип

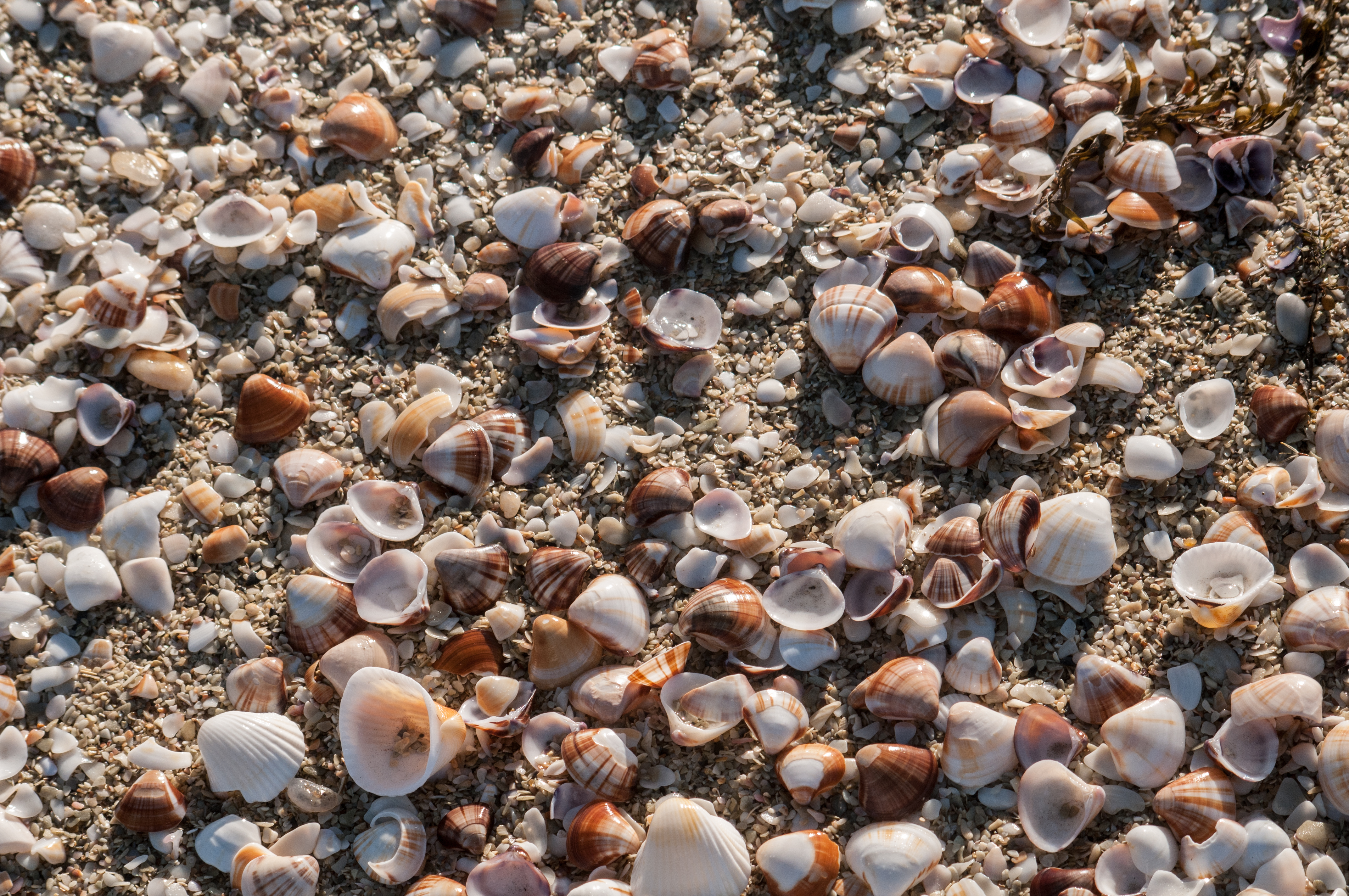
Смітниковий насип

Смітниковий насип (англ. Midden) — термін в археології для позначення звалища відходів життєдіяльності людей, що утворилися за різний часовий період. До таких насипів можуть відноситися смітникові ями, що були викопані кочівниками і використовувалися впродовж короткого періоду, або смітники, що використовувалися осілими спільнотами протягом багатьох століть. з покоління в покоління. Смітникові насипи є важливим джерелом для археології, оскільки на основі знайдених в них артефактів можна з'ясувати в яких природнокліматичних і соціокультурних умовах жили люди минулого. 
Смітникові насипи досліджуються стратиграфічним методом.

## Звичайні насипи
Смітниковий насип чи яма може містити багатий археологічний матеріал, що включає кістки тварин, екскременти, мушлі, ботанічні матеріали, уламки посуду і знарядь, викопні рештки, інші артефакти і екофакти, які мають відношення до життєдіяльності людини. Усі ці речі надають археологам можливість реконструювати харчування і звички суспільств попередніх віків. Смітники з високим рівнем вологи тривалий час зберігають органічні рештки, з яких можна добути інформацію про зміни клімату чи пір року минулого. Оскільки смітник утворюються шляхом скидання в нього різноманітних відходів різними членами спільноти, він становить матрицею для аналізу цієї спільноти.

## Мушлеві насипи
Мушлевий насип є різновидом смітникового насипу утвореного, головним чином, з мушель молюсків. Більшість таких насипів знаходяться у прибережних районах. Як і звичайний смітник, мушлевий насип містить різні відходи людської життєдіяльності — залишки їжі, кістяних і кам'яних знарядь, речей побуту. Вони бувають загальними для однієї спільноти або індивідуальними для кожної сім'ї такої спільноти.
Мушля містить високий рівень карбонату кальцію, що перетворює смітниковий насип у луг. Це загальмовує період розпаду речовин смітника у кислотному середовищі землі, зберігаючи чималий відсоток органічних решток необхідний археологам.
Мушлеві насипи відомі практично на всіх континентах землі. Такі смітники належать як правило кочовим чи напів-кочовим сіпльнотам. До небагатьох мушлевих насипів, що були створені осілим населенням, входять японські кайдзука (貝塚), які були створені джьомонівцями у 10 — 1 тисячолітті до н.е.